# If Not for You (chanson)
Pour les articles homonymes, voir If Not for You.
Singles de Bob Dylan
Wigwam (en)
(1970) Watching the River Flow
(1971)
If Not for You est une chanson écrite et composée par Bob Dylan. Elle est sortie en 1970 en ouverture de son album New Morning, puis en single en Europe au début de 1971.
Cette chanson d'amour a notamment été reprise par George Harrison sur l'album All Things Must Pass, également sorti en 1970, et par Olivia Newton-John, qui en fait la chanson-titre de son premier album, If Not for You, en 1971.

## Bob Dylan

### Composition et enregistrement
If Not for You est une chanson d'amour écrite par Dylan pour sa femme Sara. Elle fait partie d'une série de chansons écrites en 1970 dans lesquelles le chanteur exprime le bonheur qu'il ressent en tant que mari et père, ainsi que les joies simples de la nature,.
Dylan tente à plusieurs reprises d'enregistrer If Not for You au cours de l'année. La première tentative prend place au mois de mars, à la fin des séances pour l'album Self Portrait, sur lequel son inclusion n'est pourtant pas envisagée. Il en effectue une deuxième le 1er mai aux studios Columbia de New York, lors d'une séance où il est accompagné de George Harrison à la guitare, Charlie Daniels à la basse et Russ Kunkel à la batterie,. La presse musicale rapporte avec enthousiasme cette collaboration entre Dylan et Harrison, quelques semaines à peine après l'annonce de la séparation des Beatles, même si Columbia Records, la maison de disques de Dylan, précise que les deux musiciens ne jugent pas leur travail commun comme digne d'être publié,. Cette version a paru en 1991 dans le coffret The Bootleg Series Volumes 1-3.
Le biographe de Dylan Clinton Heylin (en) estime que la séance du 1er mai marque le point de départ de l'élaboration de l'album New Morning. Dylan enregistre une nouvelle version de If Not for You au mois de juin, mais son collaborateur Al Kooper estime que celle de mars est la meilleure. Le chanteur, très indécis (pour la plus grande frustration de Kooper), réalise une autre tentative le 12 août. La version du 2 juin est publiée en 2013 sur The Bootleg Series Vol. 10.

### Parution et accueil
If Not for You apparaît en ouverture de l'album New Morning. Sorti le 21 octobre 1970, ce disque est bien accueilli par la critique, qui estime que Dylan rebondit après l'échec de Self Portrait,. If Not for You est l'une des chansons les plus appréciées de l'album ; éditée en 45 tours en Europe, elle se classe no 30 des ventes aux Pays-Bas en avril 1971. Elle est reprise sur les compilations Bob Dylan's Greatest Hits Vol. 2 (1971), Masterpieces (1978), Biograph (1985), The Best of Bob Dylan (en) (1997), The Essential Bob Dylan (2000) et
Dylan (en) (2007). La compilation Dylan, Cash, and the Nashville Cats: A New Music City, sortie en 2015, inclut une version inédite de la chanson avec Lloyd Green à la pedal steel guitar.
Dylan répète If Not for You avec Harrison avant le Concert for Bangladesh organisé par ce dernier au Madison Square Garden en août 1971, mais il ne l'interprète finalement pas lors de son passage sur scène. Cette répétition est filmée et apparaît en bonus dans le DVD du film The Concert for Bangladesh, sorti en 2005. Dylan joue pour la première fois If Not for You en public lors d'un concert à Sydney en avril 1992.

## George Harrison
À la fin du mois de mai 1970, George Harrison enregistre une série de démos pour présenter au producteur Phil Spector les chansons qu'il compte inclure sur son premier album solo, All Things Must Pass, parmi lesquelles se trouve If Not for You. Il enregistre sa version finale de la chanson entre fin mai et début juin aux studios EMI de Londres. Elle présente des arrangements plus riches que celle de Dylan, avec plusieurs guitares acoustiques (dont une jouée par Peter Frampton), de la guitare slide et du dobro, ainsi qu'un orgue (joué par Billy Preston), un piano (joué par Gary Wright) et un harmonium. La section rythmique se compose de Klaus Voormann (basse) et Alan White (batterie), avec des interventions de Ringo Starr au tambourin.
All Things Must Pass sort le 27 novembre 1970. If Not for You est le deuxième morceau de la deuxième face de cet album triple. Elle figure juste après Behind That Locked Door, une chanson écrite par Harrison pour encourager Dylan au moment de son retour sur scène au festival de l'île de Wight l'année précédente,.

## Olivia Newton-John
Singles de Olivia Newton-John
Till You Say You'll Be Mine (en)
(1966) Banks of the Ohio (en)
(1971)
La chanteuse Olivia Newton-John enregistre une reprise de If Not for You en 1971 sur la suggestion de son imprésario Peter Gormley, qui l'a découverte dans la version de George Harrison. Newton-John se laisse convaincre, bien qu'elle ne soit pas convaincue que ce soit une bonne chanson pour elle. Pour les arrangements, les producteurs John Farrar et Bruce Welch s'inspirent davantage de la reprise de Harrison que de l'originale de Dylan, en donnant notamment une place prépondérante à la guitare slide,,.
If Not for You est éditée en 45 tours en mars 1971, après des apparitions de Newton-John aux côtés de Cliff Richard sur scène et dans l'émission de télévision It's Cliff Richard. Il s'agit de son premier single international et il rencontre un franc succès, avec une 7e place au hit-parade britannique et une 25e place dans le classement américain Billboard Hot 100. La chanson donne son titre au premier album de Newton-John, If Not for You, sorti au mois de novembre.
| Classement                         | Meilleure position |
| ---------------------------------- | ------------------ |
| Afrique du Sud (Springbok Singles) | 1                  |
| Australie (Go-Set National Top 60) | 14                 |
| Belgique (BRT Top 30)              | 29                 |
| Canada (RPM 100 Singles)           | 18                 |
| Canada (RPM Adult Contemporary)    | 11                 |
| États-Unis (Billboard Hot 100)     | 25                 |
| États-Unis (Easy Listening)        | 1                  |
| États-Unis (Cash Box Top 100)      | 23                 |
| Irlande (Irish Singles Chart)      | 6                  |
| Nouvelle-Zélande (Listener Chart)  | 8                  |
| Norvège (VG-lista)                 | 6                  |
| Royaume-Uni (UK Singles Chart)     | 7                  |

## Autres reprises
If Not for You a également été reprise par :
- Sarah Vaughan sur l'album A Time in My Life (en) (1971)
- Glen Campbell sur l'album I Knew Jesus (Before He Was a Star) (en) (1973)
- Richie Havens sur l'album Sings Beatles and Dylan (1987)
- The Flatmates sur l'album Potpourri (Hits, Mixes and Demos '85 - '89) (2005)
- Rod Stewart sur l'album Still the Same... Great Rock Classics of Our Time (en) (2006)
- Bryan Ferry sur l'album Dylanesque (en) (2007)